# Ribeira Funda
Ribeira Funda pertence à freguesia de São Jorge (Santana), ilha da Madeira. Deve este nome ao facto de possuir uma ribeira que em determinados locais possui uma profundidade considerável. Tem este sítio uma capela dedicada ao Sagrado Coração de Jesus concluída por volta do ano 2000. Está a uma altura de 538m.
Embora já tenha tido mais de 1000 habitantes, em 2024 eram apenas uma centena.
Em 1700, Inácia Ferreira de Ornelas, viúva de Manuel de Gouveia, instituiu aqui uma capela ou propriedade vinculada.
Em 1936 existia aqui uma azenha, propriedade de Abel da Silva Santos.
Por aqui se faz um dos acessos ao conhecido miradouro da Boca das Voltas, em plena laurissilva madeirense.
Em maio de 2024, a localidade foi um dos temas da rubrica "Acolá Dentro" do Telejornal da RTP Madeira.